# Ліпна-Воля
Ліпна-Воля (пол. Lipna Wola) — село в Польщі, у гміні Сломники Краківського повіту Малопольського воєводства.
Населення — 185 осіб (2011).
У 1975-1998 роках село належало до Краківського воєводства.

## Демографія
Демографічна структура станом на 31 березня 2011 року:
|          | Загалом | Допрацездатний вік | Працездатний вік | Постпрацездатний вік |
| -------- | ------- | ------------------ | ---------------- | -------------------- |
| Чоловіки | 82      | 19                 | 56               | 7                    |
| Жінки    | 103     | 23                 | 56               | 24                   |
| Разом    | 185     | 42                 | 112              | 31                   |